# Telekocsi-sáv

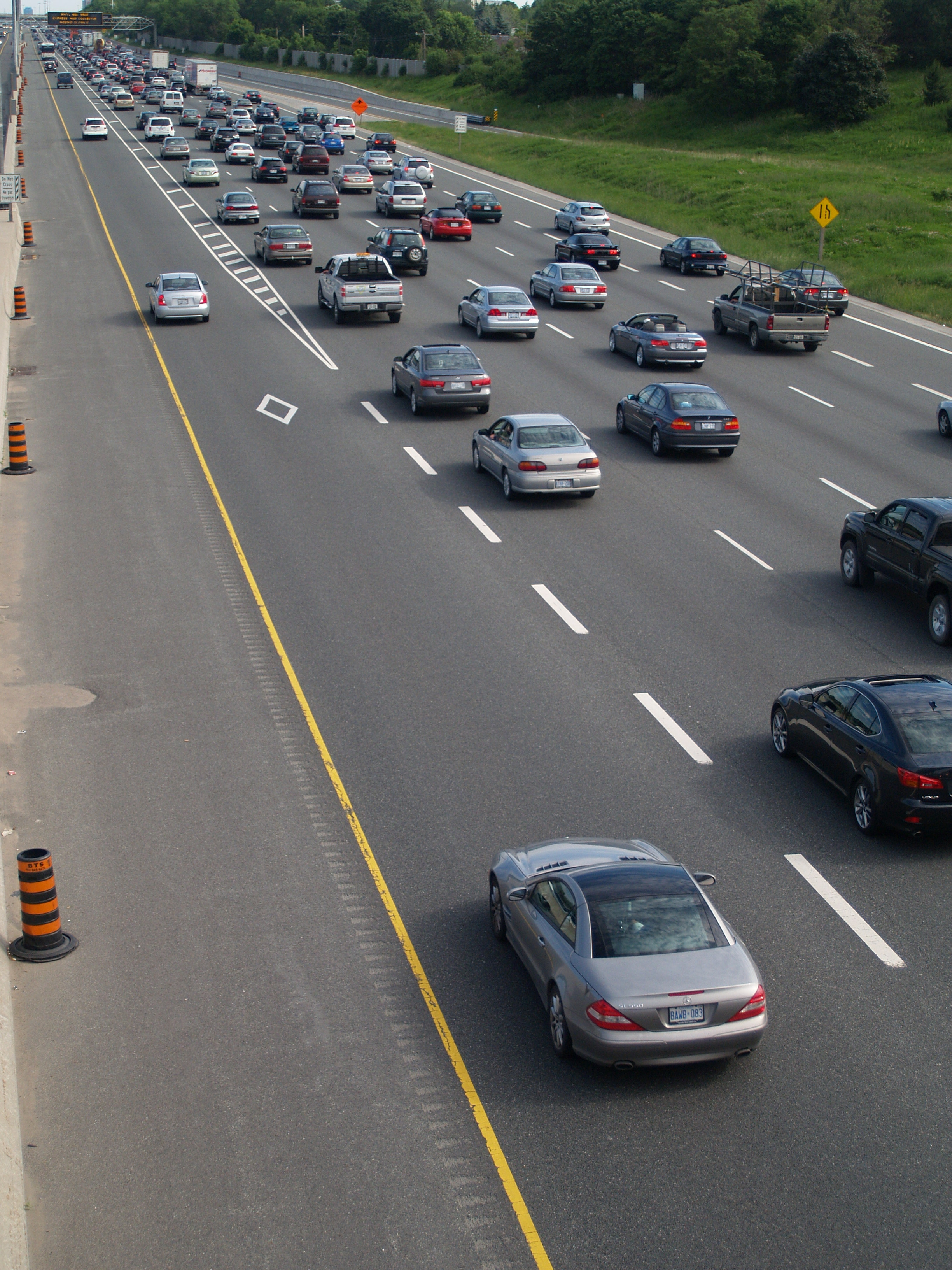
Telekocsisáv Kanadában

A telekocsisáv (angolul: high-occupancy vehicle lane, HOV-lane vagy carpool lane) a telekocsik (a vezető és egy vagy több utas által közösen használt autók) számára fenntartott forgalmi sáv.
A sáv igénybevételének feltételei helyenként változnak, de alapvetően az autóban ülők számához van kötve, az ennél kevesebb embert szállító autók – hasonlóan a buszsávhoz – nem használhatják. Van, ahol csak kettőnél több utas esetén használhatják a személyautók. A telekocsisáv az autóbuszok számára is nyitva áll.